# Dysauxes ancillaeides
Dysauxes ancillaeides är en fjärilsart som beskrevs av Otto Staudinger 1929. Dysauxes ancillaeides ingår i släktet Dysauxes och familjen björnspinnare. Inga underarter finns listade i Catalogue of Life.